# For All Tid
For All Tid er det norske symfoniske metal-band Dimmu Borgir debutalbum der blev udgivet i 1994. Det blev indspillet ved Stovner Rockefabrikk gennem august og december 1994. Albummet blev genudgivet i 1997 gennem Nuclear Blast.

## Numre
Alle sangene er af Shagrath, Silenoz, og Vicotnik.
1. "Det Nye Riket" – 5:04
2. "Under Korpens Vinger" – 5:59
3. "Over Bleknede Blåner til Dommedag" – 4:05
4. "Stien" – 2:00
5. "Glittertind" – 5:15
6. "For All Tid" – 5:51
7. "Hunnerkongens Sorgsvarte Ferd over Steppene" – 3:04
8. "Raabjørn Speiler Draugheimens Skodde" – 5:01
9. "Den Gjemte Sannhets Hersker" – 6:19
10. "Inn i Evighetens Mørke (Del et)" (bonusnummer) – 5:25
11. "Inn i Evighetens Mørke (Del to)" (bonusnummer) – 2:09

## Musikere
- Shagrath – Trommer, vokal (guitar på spor nummer 5)
- Silenoz – Guitar, vokal
- Tjodalv – Guitar
- Brynjard Tristan – Bas
- Stian Aarstad – Synthesizer, klaver, effekter